# Seeberg-Adresse
Die sogenannte Seeberg-Adresse (auch als Intellektuelleneingabe bekannt) ist eine Erklärung deutscher Professoren vom 20. Juni 1915 zu den deutschen Kriegszielen des Ersten Weltkriegs. Der Name geht auf den hauptsächlichen Initiator, den Berliner Professor für evangelische Theologie Reinhold Seeberg, zurück.
Die Erklärung forderte, dass als Kriegsziel für Deutschland nur ein Siegfrieden gelten könne. In dessen Folge hätten die Kriegsgegner, die angrenzenden Entente-Staaten Frankreich und Russland, große Gebietsanteile an das Deutsche Reich abzutreten. Im Falle von Frankreich: Gebiete an der Somme beziehungsweise Nordfrankreichs sowie Teile Belgiens. Die Seeberg-Adresse fand dank Unterstützung durch Alfred Hugenberg und den Alldeutschen Verband weite Beachtung. Es gab 1347 Unterschriften, davon 352 Hochschullehrer.
Die Seeberg-Adresse ist eine von mehreren „Intellektuelleneingaben“ jener Zeit. Ebenfalls so bezeichnet wurde beispielsweise die Delbrück-Dernburg-Petition an Reichskanzler Theobald von Bethmann Hollweg vom 9. Juli 1915. Sie wurde in Reaktion auf die Seeberg-Adresse von Hans Delbrück (einem Gegner der Alldeutschen) mitinitiiert und trat für einen Verständigungsfrieden ein. Zwar unterzeichneten diese Eingabe 141 renommierte Intellektuelle, darunter rund 70 Hochschullehrer wie Max Planck, Albert Einstein, David Hilbert, Heinrich Rubens, Ludwig Quidde, Walther Schücking, Max Weber, Alfred Weber, Adolf von Harnack, Ernst Troeltsch, Alfred Dove, Heinrich Triepel und Max Lehmann. Die Resonanz in der Öffentlichkeit blieb aber gering.